# Луцяо (аэропорт)
Аэропорт Луцяо (кит. упр. 路桥机场, пиньинь Lùqiáo jīchǎng, палл. Луцяо цзичан) — аэропорт города Тайчжоу провинции Чжэцзян КНР.

## Описание
Аэропорт расположен в Тайчжоуском районе Луцяо. Здание аэровокзала находится по адресу проспект Инбин 1.
Аэропорт имеет одну взлётно-посадочную полосу с искусственным покрытием, способен принимать Boeing 737, Airbus A320 и все более лёгкие самолёты.

## История
Строительство аэродрома было начато 1 января 1954 года, на следующий год, в июне месяце, аэродром был принят в эксплуатацю формированиями морской авиации КНР.
В сентябре 1987 года Государственный совет КНР и Центральный Военный совет КПК дали разрешение на использование военного аэродрома для нужд гражданской авиации. В октябре того же года был открыт аэропорт Хуанъян.
1 января 2001 года аэропорт перешёл в подчинение Управлению гражданской авиации города Тайчжоу.
10 ноября 2008 года аэропорт Хуанъян, в соответствии с постановлением Государственного совета КНР, переименован в Тайжоуский аэропорт Луцяо.
С 1 июня по 28 октября 2012 года, в связи с проведением реконструкции взлётно-посадочной полосы аэропорт был закрыт, авиарейсы не выполнялись.

## Авиакомпании и назначения
По состоянию на май 2015 года из аэропорта Луцяо выполняются рейсы по следующим направлениям:

## Транспорт
Регулярное транспортное сообщение осуществляется следующими автобусными маршрутами:

- №304 и №306 курсируют от аэропорта в пределах района Луцяо. Интервал движения 15 – 20 мин.
- №907 связывают аэропорт с районом Цзяоцзян. Интервал движения 20 мин.

Также доступно такси.

## Галерея

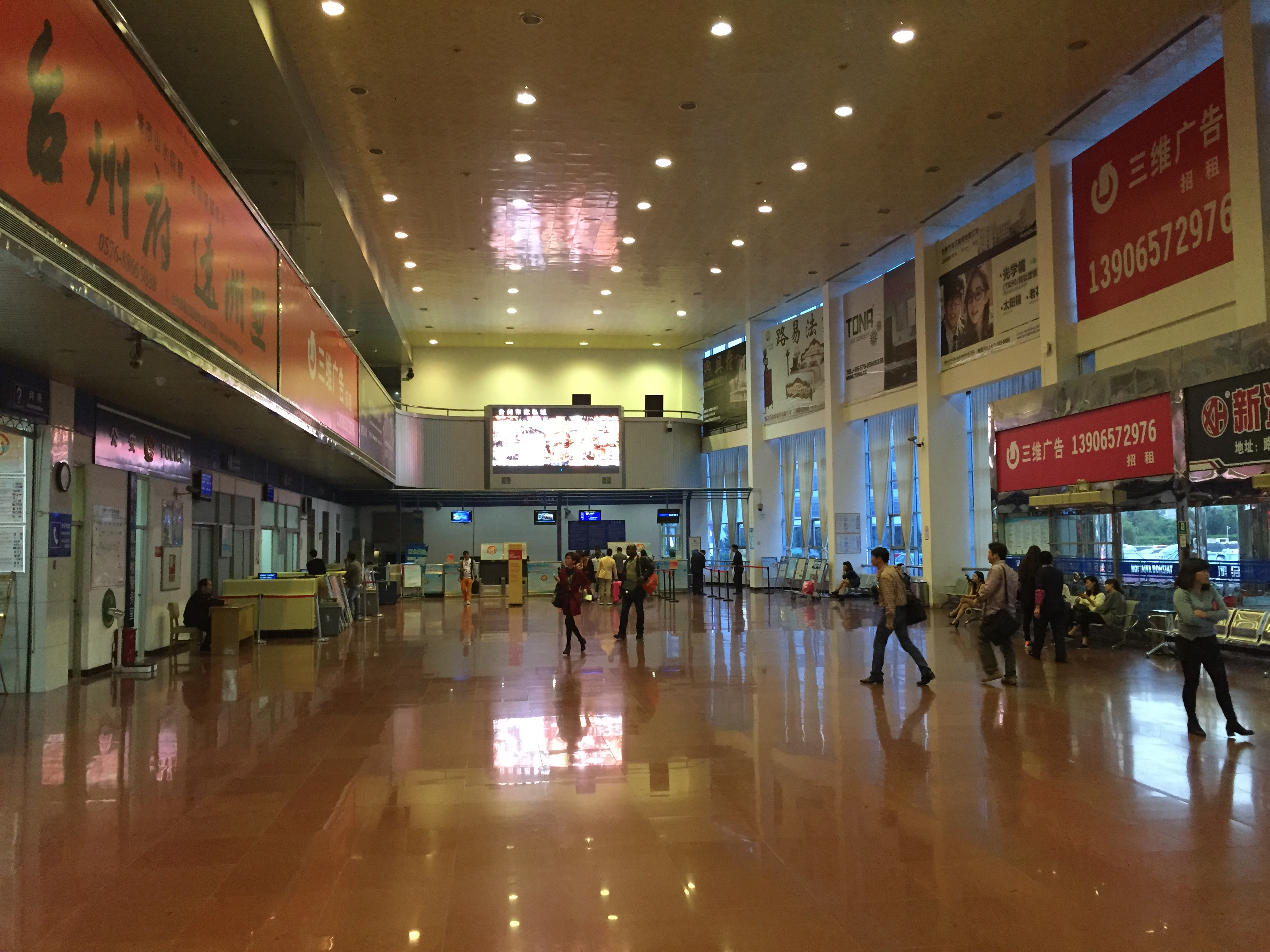
Интерьер зала вылета
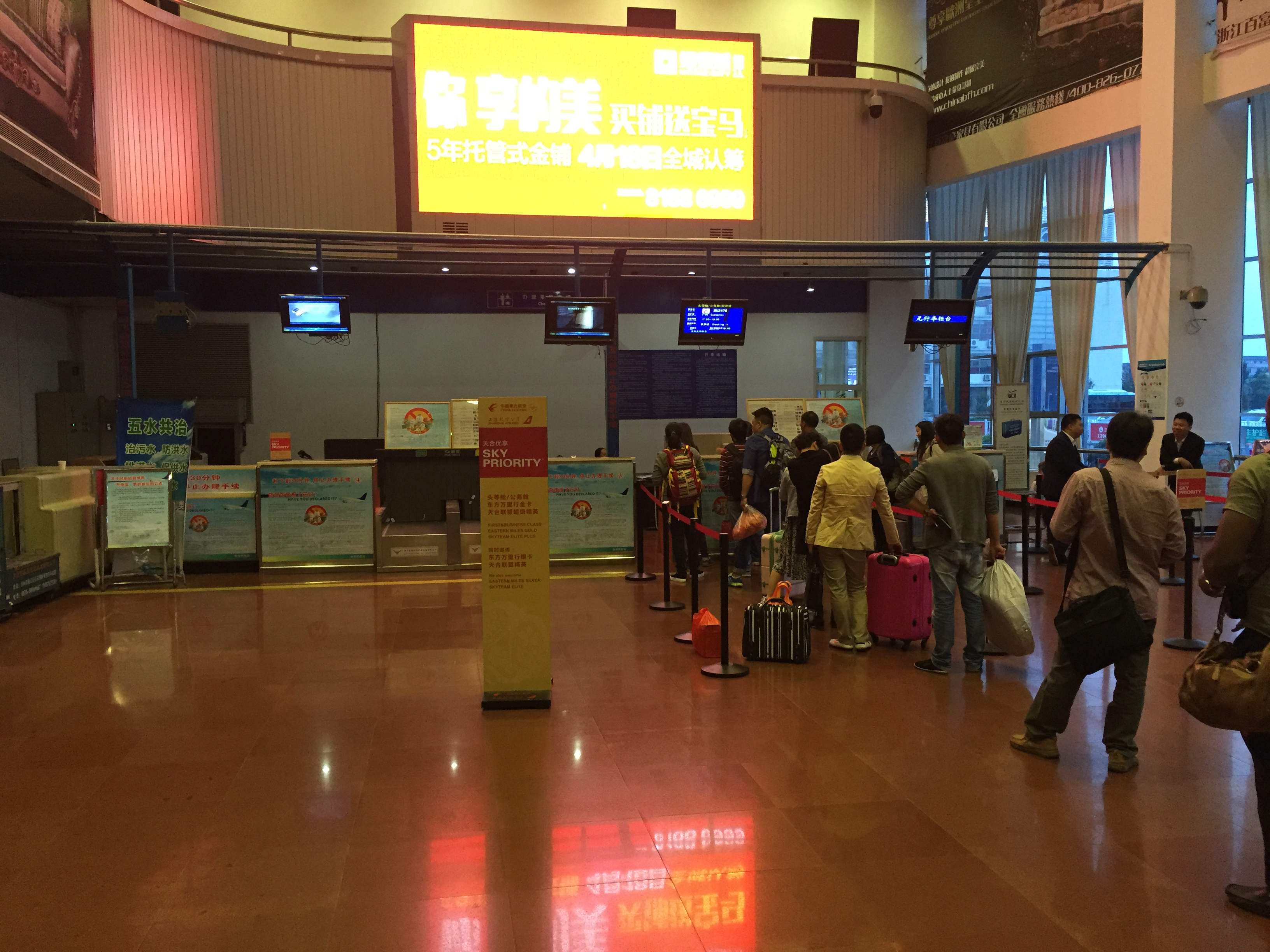
Стойки регистрации
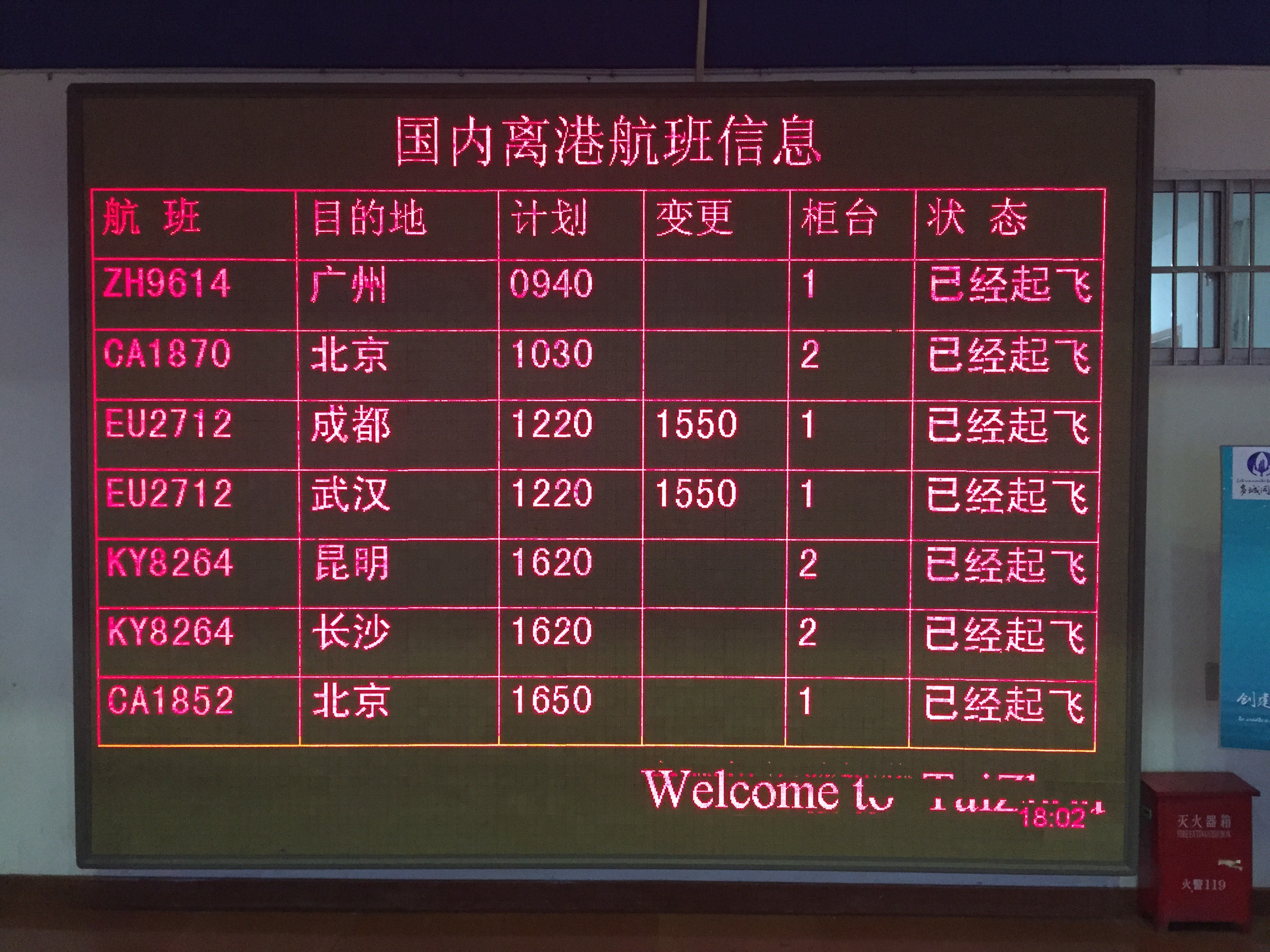
Табло вылета